# Stéphane Azambre
Pour les articles homonymes, voir Azambre.
Stéphane Azambre (né le 30 juin 1969 à Grenoble, Isère) est un ancien fondeur et biathlete français.

## Palmarès

### Jeux Olympiques
| Épreuve / Édition | Albertville 1992 | Lillehammer 1994 |
| 10 km             | 43e              | 54e              |
| 25 km Poursuite   | 38e              |                  |
| 50 km             | 26e              |                  |
| 4 × 10 km         | 8e               | 10e              |

### Championnats du monde
| Épreuve / Édition | Falun 1993            | Thunder Bay 1995     |
| 10 km             | 39e                   | 57e                  |
| 25 km Poursuite   | 21e (12e temps skate) | 26e (6e temps skate) |
| 50 km             | 35e                   | 21e                  |

### Coupe du monde
- Meilleur classement final : 34e en 1992.
- Meilleur résultat : 7e, 4e

Coupe du monde de biathlon :
Meilleur résultat : 4e.
Top 10 : 4e, 6e, 7e.